# Kærlighedens slaver
Kærlighedens slaver (russisk: Раба любви, translit.: Raba ljubvi) er en sovjetisk romantisk komedie-/dramafilm fra 1976 produceret af Mosfilm og instrueret af Nikita Mikhalkov efter manuskript af Friedrich Gorenstein og Andrej Kontjalovskij. I filmens hovedroller er Jelena Solovey, Rodion Nakhapetov og Aleksandr Kaljagin. Filmen handler om stumfilmskuespillerinden Olga Voznesenskaa (spillet af Elena Solovey), hvis film er så beundret af de revolutionære, at de risikerer tilfangetagelse blot for at se hendes film. Karakteren som Olga er inspireret af Vera Kholodnaja.

## Handling
Filmen foregår i efteråret 1918 under den russiske borgerkrig.
Stumfilmstjernen Olga Voznesenskaja har netop fejret en triumf sammen med sin medskuespiller og elsker, Vladimir Maksakov, i den romantiske komedie "Kærlighedens slaver". Bolsjevikkerne har erobret Moskva, og filmholdet flytter sydpå til Odessa for at arbejde på en ny filmproduktion væk fra kampene. Olga er en primadonna, nogle gange overspændt, nogle gange dybt optaget af sin egen stjernestatus. Maksakov følger ikke med de andre til Odessa, hvilket betyder, at optagelserne skal stoppes. Olga har under alle omstændigheder nægtet at optræde uden sin partner, og de resterende lagre af ubrugt film er defekte grundet produktionsfejl fra fabrikken. På settet lærer Olga kameraoperatøren Viktor Potozki at kende og falder hurtigt for ham. Derudover optræder Fedotov, den lokale spionchef for De Hvide, på filmsettet med stigende frekvens, mens bolsjevikker bliver arresteret over hele landet.
Efter kort tid dukker flere skuespillere og personale op fra Moskva og medbringer friske forsyninger, så optagelserne kan genoptages. Maksakov er dog ikke med dem, og hans rolle må udfyldes af en anden. Publikums smag for stumfilm har udviklet sig, og der er et krav om eksotiske udsmykninger, hvilket Voznesenskaja ligesom sin fraværende partner Maksakov afviser som kunstnerisk kontraproduktivt. Men da Voznesenskaja overreagerer og stikker af til en biograf og meddeler, at filmen, de laver, er løgn, bliver hun overhældt med blomster af sine fans, hvilket blødgør hende lidt.
En dag ankommer kameraoperatøren Viktor Potozki sent på sættet, tilsyneladende fuld. Optagelserne afbrydes ved den "hvide" spionchef Fedotovs indgriben. Fedotov gennemgår alle filmholdene i Odessa i et forsøg på at finde en kameraoperatør, der lidt tidligere i hemmelighed har filmet henrettelsen af en revolutionær. Viktor, der i virkeligheden er helt ædru, indrømmer overfor Olga, at han er den kameraoperatør, som Fedotov leder efter. Potozki havde brugt lager af råfilm, som man troede var defekt, for at filme de Hvides grusomheder med henblik på at fremme bolsjevikkernes sag. "I Europa offentliggør de bolsjevikiske grusomheder", siger han, "men de burde se på det her!" De pågældende filmoptagelser er i Potozkis bil. Olga redder optagelserne og er opstemt over, at hun ved denne handling har reddet Viktors liv. Kort efter overværer hun en hemmelig visning af optagelserne. Han viser hende henrettelser af bolsjevikker, flygtningenes sult og de efterladte lidelser. Olga er knust og nægter nu at fortsætte med sit eget arbejde på filmsettet.
Et tema for filmen er grænsefladen mellem den apolitiske Olga og filmholdet, og det lidenskabelige politiske engagement repræsenteret af kameraoperatøren Potozki. Efterhånden som Potozkis sande prioriteter dukker op lidt efter lidt, begynder to stærke sæt af følelser at overlappe hinanden, med Olgas udråb: "Min Gud, hvor er det smukt at tage del i en sag, som du kan dø for eller ende i fængsel for!" Olga ser ud til at være blevet forelsket i Potozki, som hun mødes med på en café, så han kan aflevere den hemmelige filmrulle, så hun kan opbevare den sikkert indtil aftenen. Men da de forlader cafeen, bliver Potozki skudt og dræbt af Fedotovs mænd.
Olga forsøger nu at videregive filmrullen til bolsjevikkerne, men de ved tilsyneladende intet om det. Samme aften dukker Fedotov igen op på filmsettet, hvor produktionsteamet forsøger at få den efterhånden fuldstændig apatiske Olga til at afslutte den klimaktiske selvmordsscene i deres film. Pludselig ankommer Potozkis kammerater. De skyder Fedotov og hans mænd og skynder sig af sted og tager Olga og filmrullen med sig. De placerer Olga i en sporvogn og tvinger konduktøren til at tage hende til hendes hotel i byens centrum. Men under rejsen hopper chaufføren af og advarer de Hvide om, at der er en bolsjevik i sporvognen. Vagterne springer op på deres heste og forfølger sporvognen, hvorfra Olga forbander dem som "dyr". Sporvognen og dens forfølgere forsvinder ind i tågen.

## Medvirkende
- Jelena Solovej som Olga Nikolajevna Voznesenskaja
- Rodion Nakhapetov som Victor Pototskij
- Aleksandr Kaljagin som Kaljagin
- Oleg Basilashvili som Juzjakov
- Konstantin Grigorjev som Fedotov
- Jevgenij Steblov som Kanin
- Nikita Mikhalkov som Ivan
- Konstantin Grigorev som Fedotov

## Temaer og indflydelse
Birgit Beumers, forfatteren til Nikita Mikhalkov: The Filmmaker's Companion, mener, at Mikhalkov i filmen giver et idealiseret syn på revolutionen, der ikke baseret på virkeligheden, idet han behandler revolution og kærlighed som synonymer. Hun skriver: "den seksuelle forførelse i den gamle verden er erstattet af politisk forførelse udført af Viktor for at bringe Olga at gå over til revolutionens side; Olgas selvmord i filmen i den gamle verden erstattes af hendes livs overgivelse til idealet om bolsjevismen: hun redder Viktors film og rejser selv mod et nyt liv”. Bortset fra at udsende en "subtil kommentar om filmens natur", med en "falsk, kunstig, banal" virkelighed på lærredet, er Olga ifølge Beumer "gengivet som en type i et melodrama", som ikke er i stand til at se virkeligheden og distraherer sig fra den politiske virkelighed gennem film.
Beumers fremhæver den måde, hvorpå Mikhalkov ser ud til at håne filmholdet i filmen: fremhævelsen af instruktøren Kaljagins fedme, producenten Juzhakovs bekymring over ankomsten af råfilm, manuskriptforfatteren Konstantinovichs skriveblokering og skuespillerinden Olgas selvoptagne bekymring om sit image. Beumers sammenligner en af scenerne med billederne løven i Sergej Eisensteins Panserkrydseren Potemkin. Beumers bemærker også Mikhalkovs effektive brug af sort-hvide klip, herunder selve stumfilmsoptagelserne, og Viktors dokumentarfilm, som hun mener repræsenterer historien og kontrasterer den med nutiden i farver.
Nancy Condee bemærker, at ved at kombinere revolutionært budskab med melodramatisk udtryksmåde, er Mikhalkov i stand til at "skubbe mod et rum hinsides marxisme-leninismen, mens han på samme tid på ingen måde modarbejder eller negerer det". Condee skriver om filmen og genbruger Christine Gledhills karakterisering af melodramaet, "hvis realismens ubønhørlige søgen efter fornyet sandhed og autentificering skubber den mod fremtiden, melodramas søgen efter noget tabt, utilladeligt, undertrykt, binder det til en primitiv fortid".

## Udgivelse og modtagelse
Kærlighedens slaver havde premiere i Sovjetunionen den 27. september 1976.
Filmen deltog i 1976 ved Tehran International Film Festival, hvor Mikhalkov med filmen vandt prisen som bedste instruktør. I 1978 blev filmen kåret som en af de bedste udenlandske film af National Board of Review og den blev kåret som årets 3. bedste udenlandske film ved både Los Angeles Film Critics Association Awards og New York Film Critics Circle Awards. The New York Times kaldte filmen et "uventet mesterværk", mens Jack Nicholson og instruktøren Monte Hellman roste filmen.
Filmen havde dansk biografpremiere i Alexandra i København den 24. september 1979.